# Poliwhirl
Poliwhirl (japanski: ニョロゾ Nyorozo) jedan je od 1025 fiktivnih vrsta Pokémona iz medijske franšize Pokémon, skupa Pokémon videoigara, animiranih serija, manga stripova, knjiga, igraćih karata i drugih medija kojima je tvorac Satoshi Tajiri. Svrha je Poliwhirla u videoigrama, animiranoj seriji i manga stripovima, kao i svrha ostalih Pokémona, borba s divljim Pokémonima – neukroćenim stvorenjima koje igrači i likovi pronalaze dok kreću na razne avanture – i pripitomljenim Pokémonima drugih Pokémon trenera.

## Etimologijaimena
Ime Poliwhirl kombinacija je engleskih riječi "pollywog" = punoglavac, što se odnosi na anatomiju tijela njegova prethodnog oblika, Poliwaga, i "whirl" = vrtlog, odnoseći se na Poliwhirlovu dugu zavijenu liniju koja se nalazi na njegovu trbuhu. 
Njegovo je japansko ime, Nyorozo, vjerojatno onomatopeja: "Nyoro nyoro" označava migoljenje i meškoljenje, opisujući kretnje punoglavca (u ovom slučaju, njegova prethodnog oblika Poliwaga).

## Pokédex podaci
- Pokémon Red/Blue: Može živjeti unutar ili izvan vode. Kada je izvan vode, konstantno se znoji da bi održao tijelo sluzavim.
- Pokémon Yellow: Kada je napadnut, koristi spiralu na trbuhu da uspava protivnika i pobjegne.
- Pokémon Gold: Spirala na njegovom trbuhu može se vrtiti. Gledanje u nju može izazvati pospanost.
- Pokémon Silver: Većina njegove kože je vlažna. Koža na njegovoj spirali na trbuhu je glatka.
- Pokémon Crystal: Iako je iskusan u hodanju, ipak će radije živjeti pod vodom gdje je sigurnije.
- Pokémon Ruby/Sapphire: Površina Poliwhirlovog tijela je uvijek mokra i skliska uz pomoć uljane tekućine. Zbog ovog masnog pokrivača može lako kliznuti i izmaći se šapa protivnika u borbi.
- Pokémon Emerald: Njegova površina tijela je uvijek mokra i skliska uz pomoć uljane tekućine. Zbog ovog masnog pokrivača može lako kliznuti i izmaći se šapa protivnika u borbi.
- Pokémon FireRed: Njegove dvije noge dobro su razvijene. Iako može živjeti na površini, preferira život u vodi.
- Pokémon LeafGreen: Može živjeti unutar ili izvan vode. Kad je izvan vode, konstantno se znoji da bi održao tijelo sluzavim.
- Pokémon Diamond/Pearl: Spirala na njegovom trbuhu može se vrtiti. Gledanje u nju može izazvati pospanost.

## U videoigrama
Poliwhirl je Vodeni Pokémon, i razvija se iz Poliwaga na 25. razini. Iako je Poliwag čest Pokémon, igrači mogu uhvatiti Poliwhirla u mnogim igrama.
U Pokémon Red i Blue igrama, Poliwhirla se može pronaći pecanjem u gradu Celadonu i na Stazama 9 i 10. U Pokémon Yellow igri, pecanjem ga se može uhvatiti na Stazama 22 23, kao i u prethodno spomenutom gradu Celadonu.
U Pokémon Gold, Silver i Crystal igrama, može ga se pronaći tijekom surfanja u gradu Ecruteaku, Violetu i Viridianu, na Planini Silver i Stazama 22, 28, 30, 31 i 44.
Nemoguće ga je pronaći u igrama Pokémon Ruby, Sapphire i Emerald, iako je veoma brojan u Pokémon FireRed i LeafGreen igrama: na Rubnom rtu, Četvrtom otoku, Icefall spilji, Dolini ruševina, u gradu Ceruleanu i Viridianu (pecajući), te na Stazama 6, 22, 23, 24 i 25.
Poliwhirl ima razgranatu evoluciju, poput Glooma i Slowpokea. Ako ga se izloži Vodenom kamenu, Poliwhirl će se razviti u Vodenog/Borbenog Pokémona Poliwratha. Ako se Poliwhirla razmijeni dok drži Kraljev kamen (King's Rock), Poliwhirl će se razviti u Vodenog Pokémona Politoeda. 
U videoigrama, Poliwhirlovo je glasanje jednako glasanju Wigglytuffa. Jednako se glasaju (u videoigrama) i Aerodactyl i Vileplume, kao i Charizard i Rhyhorn, iako je nepoznato zašto dolazi do jednakog glasanja iako su to potpuno različiti Pokémoni.

## Tehnike
| Prirodne tehnike                   | Prirodne tehnike | Prirodne tehnike |
| ---------------------------------- | ---------------- | ---------------- |
| Tehnika                            | Vrsta tehnike    | Razina           |
| Vodeni sport (Water Sport)         | Vodeni           |                  |
| Mjehurići (Bubble)                 | Vodeni           |                  |
| Hipnoza (Hypnosis)                 | Psihički         |                  |
| Vodeni pištolj (Water Gun)         | Vodeni           |                  |
| Dvostruka pljuska (Doubleslap)     | Normalni         |                  |
| Ples kiše (Rain Dance)             | Vodeni           |                  |
| Tresak tijelom (Body Slam)         | Normalni         |                  |
| Mjehurasti mlaz (Bubblebeam)       | Vodeni           | 27               |
| Hitac blatom (Mud Shot)            | Zemljani         | 32               |
| Trbušni bubanj (Belly Drum)        | Normalni         | 37               |
| Razbuđujuća pljuska (Wake-up Slap) | Borbeni          | 42               |
| Vodena crpka (Hydro Pump)          | Vodeni           | 48               |
| Blatna bomba (Mud Bomb)            | Zemljani         | 53               |

## Statistike
| HP:      | 65 |  |
| Attack:  | 65 |  |
| Defense: | 50 |  |
| Special: | 50 |  |
| SpAtk:   | 50 |  |
| SpDef:   | 50 |  |
| Speed:   | 90 |  |

Statistika Special korištena je samo tijekom prve generacije; kasnije je podijeljenja na Special Attack i Special Defense statistike.

## U animiranoj seriji
Misty je neko vrijeme imala Poliwhirla. Evoluirao je iz Poliwaga kojeg je uhvatila na Orange otocima tijekom borbe s Ashom dok su se njih dvoje natjecali za vlasništvo nad Totodileom. Tijekom borbe protiv Ashova Bulbasaura, Mistyin se Poliwag razvio u Poliwhirla. Poliwhirl se kasnije razvio u Politoeda. 